# Murder Inc. III
Murder Inc. III is sinds 1979 een Nederlandse hardcore punkband.

## Geschiedenis
De band werd aan het einde van de jaren '70 als Murder Inc. opgericht te Leeuwarden. Met iedere bezettingswisseling tussen 1981 en 1983 worden er nummers achter deze naam gevoegd. De bezetting van 1983 bleef ongewijzigd toen twee leden van de band Systematic Death uit Lemmer zich bij de band voegden. De daarop volgende jaren zou de band actief op podia spelen en leverde ook werken aan verzamel-LP's zoals Babylon: bleibt fahren en Emma. Toen in 2014 een Babylonreünie werd gehouden in Atak in Enschede, maakte de band een doorstart. Toen in 2015 de verzamel-ep Totally Freaked Out - Volume Two: The Return Of The Frisian Breeze werd uitgebracht, leverde Murder Inc. III daarvoor twee nieuwe nummers.

## Bezetting
- Boer Biet (Martin Apeldoorn) - drums
- Tatoe (Leo van der Rol) - zang & gitaar
- Aaszoo (Jan Switters) - gitaar & zang
- Mier (Meindert van der Werff) - bas

## Discografie
- Murder Inc. III / Mog (6) - Murder Inc. III / M.O.G demo split (Cass),	Dark Tapes 1984
- There Is No After - minialbum 12" en CD, Dark-Productions 1985[2]